# De Utrecht (Leeuwarden)
De Utrecht is een monumentaal pand in de stijl van de jugendstil aan de Tweebaksmarkt 48 in de stad Leeuwarden. Het pand uit 1903-1904 is ontworpen door A.J. Kropholler en J.F. Staal en diende als bijkantoor van de levensverzekeringsmaatschappij "Utrecht".
Het pand is gebouwd uit grotendeels gele baksteen met granieten balken en blokken. Het pand bestaat uit drie delen: een voordeel met zadeldak, een achterdeel met zadeldak dwars daarop en een torentje met puntdak. Op het torentje bevindt zich een beeld van J. Mendes da Costa dat vier pelikanen uitbeeldt.
In de voorgevel is in rode baksteen "Utrecht" ingelegd. Er zijn twee gevelstenen met de wapens van de steden Utrecht en Leeuwarden, vastgehouden door leeuwen, eveneens van J. Mendes da Costa. In het tochtportaal bevindt zich boven de ingang nog een tegeltableau met "Pax intrantibus" (Latijn voor "Vrede voor hen die binnentreden").
Binnen bevindt zich op de vloer een mozaïek dat een pelikaan met jongen voorstelt. Ook vele andere oorspronkelijke versieringen zijn nog te vinden, alsmede wapens van de plaatsen waar de levensverzekering kantoren had.
De verzekeringsmaatschappij verliet het pand omstreeks 1935. Nadien was het in gebruik als opslag en bottelarij van chemicaliën en als magazijn voor onderdelen van landbouwwerktuigen. Het monumentale interieur werd in deze periode sterk verwaarloosd.  Door inzet van architectuurhistorici Peter Karstkarel en Rienk Terpstra in de jaren '70 kreeg het pand in 1979 de status van Rijksmonument, en vond restauratie plaats.  De Utrecht was vanaf 1976 onder meer in gebruik als (restauratie-)atelier. Van 1 september 2013 tot 1 september 2018 was in het pand een klein theater gevestigd, onder de naam De vier Pelikanen.  
Het gebouw kreeg in mei 2018 een nieuwe eigenaar. Deze heeft in 2020 een nieuw gedeelte aan de achterzijde van het pand toegevoegd, ontworpen door architect Jacob Borren.  Hierdoor is de zolder toegankelijk geworden en ontstond een extra ruimte voor exposities. In oktober 2023 zijn de tegeltableaus in de voorgevel vervangen door kunstwerken in graniet van de hand van Pieter Bijwaard. De oorspronkelijke tegeltableaus uit 1904 zijn in de loop van de 20e eeuw verloren gegaan.   
De Utrecht is in gebruik als ruimte voor bijeenkomsten en culturele interacties. Er is ook de mogelijkheid het pand te bezichtigen.    

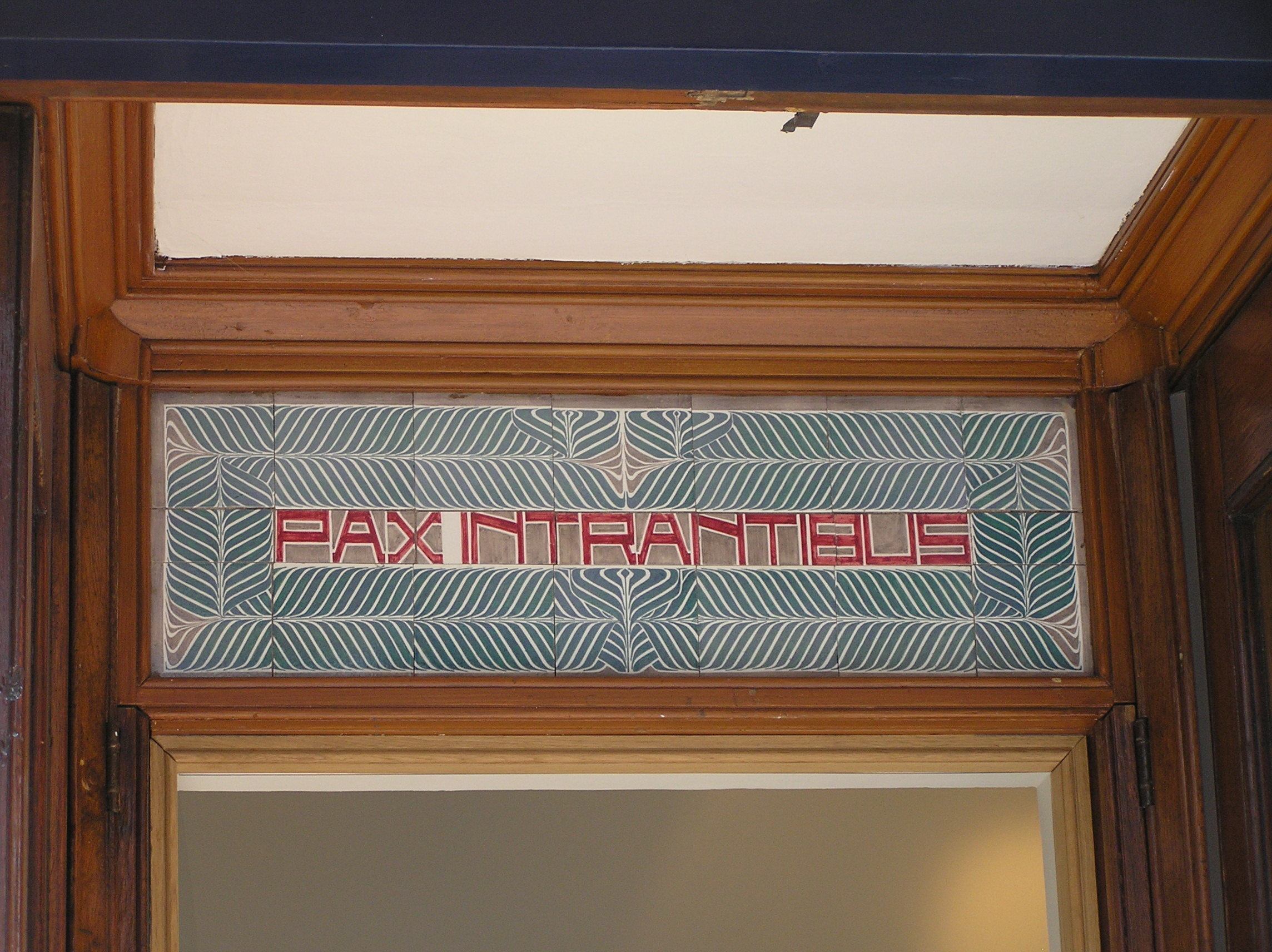
Tegeltableau boven ingang
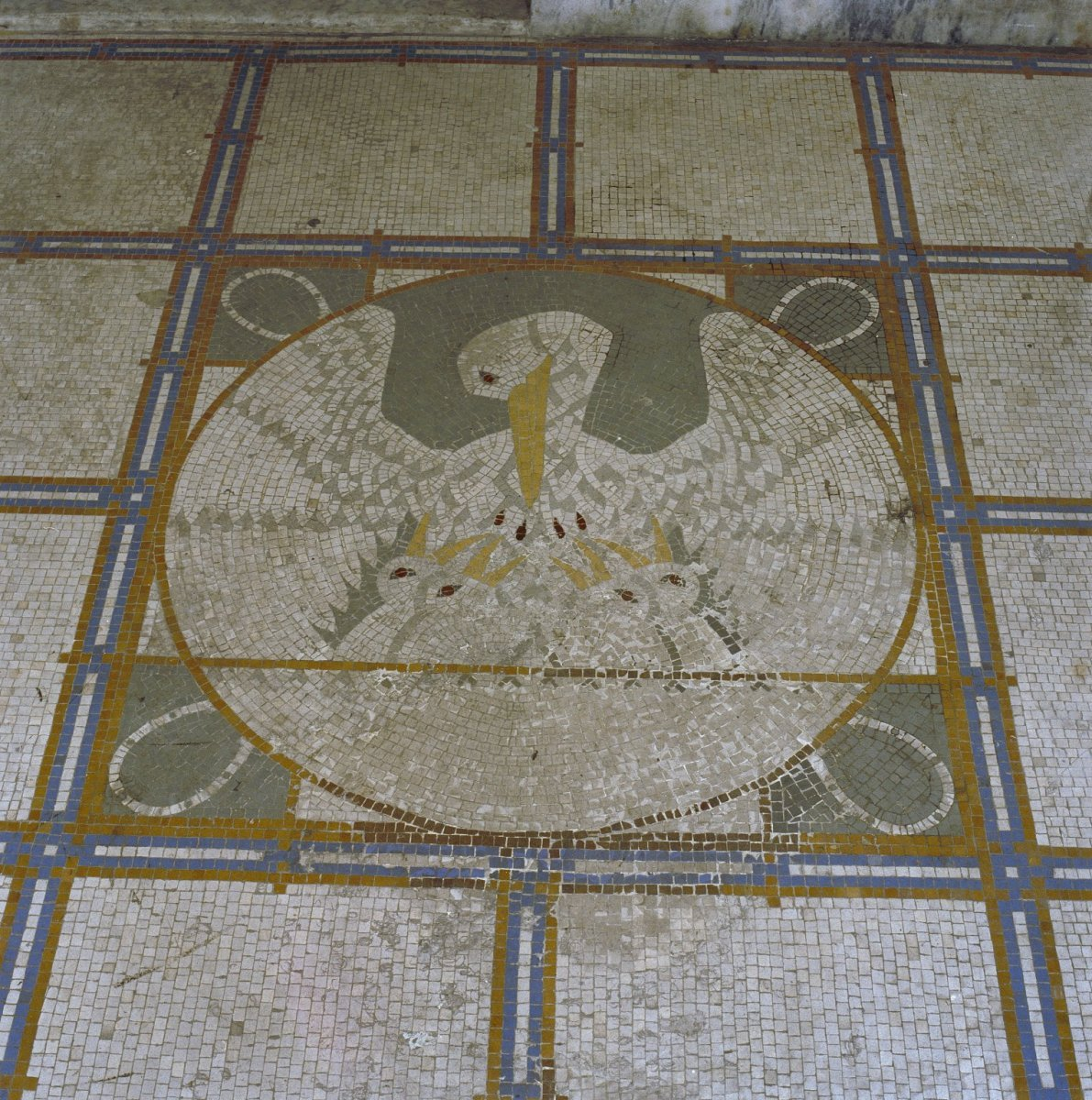
Terrazzovloer hal: pelikaan met jongen
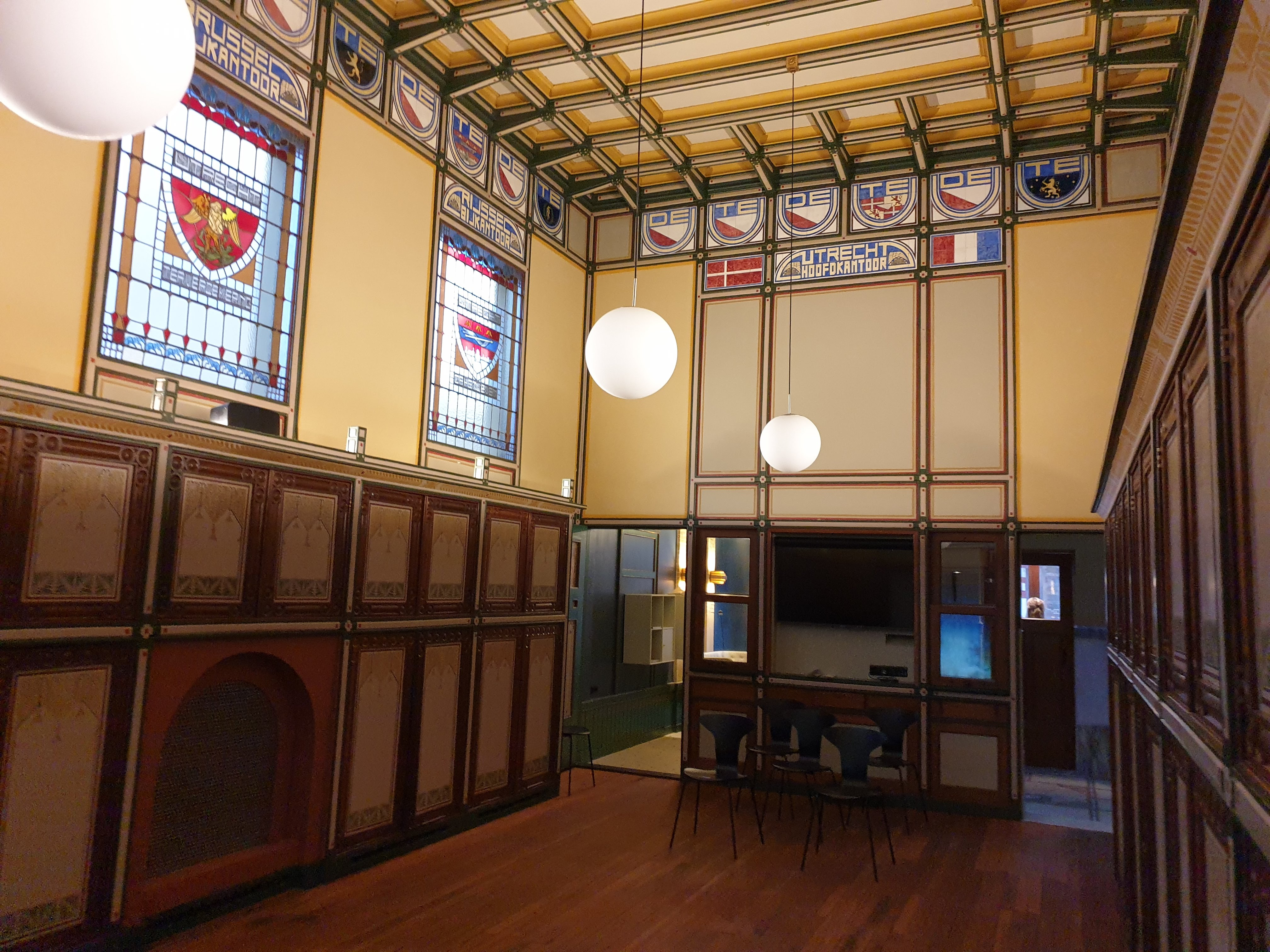
Interieur De Utrecht, 2023. Gebrandschilderde ramen met vestigingsplaatsen van (bij-)kantoren van De Utrecht, rijk versierde kasten aan weerszijden van de vloer.
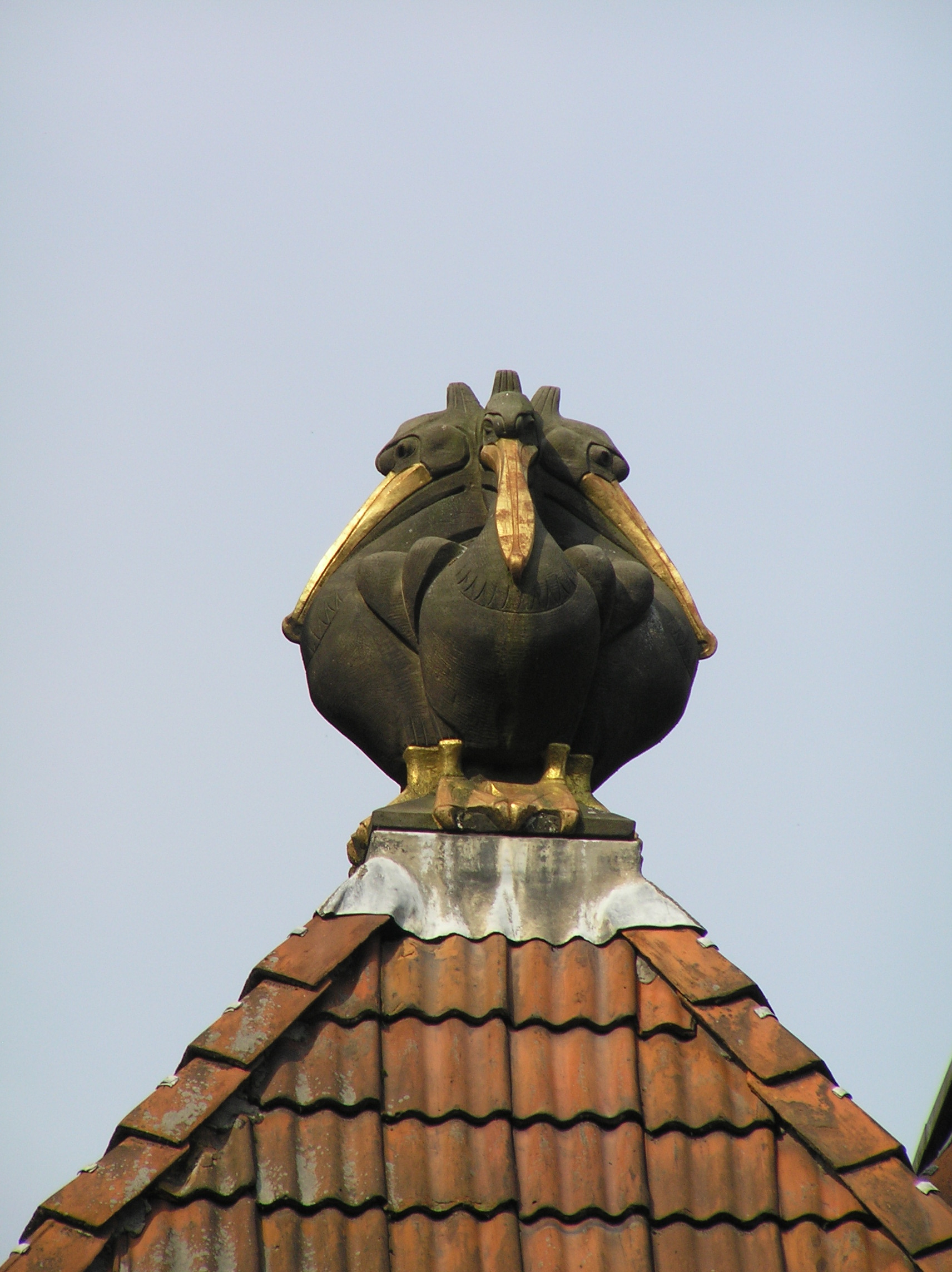
Daksculptuur van vier pelikanen door J. Mendes da Costa
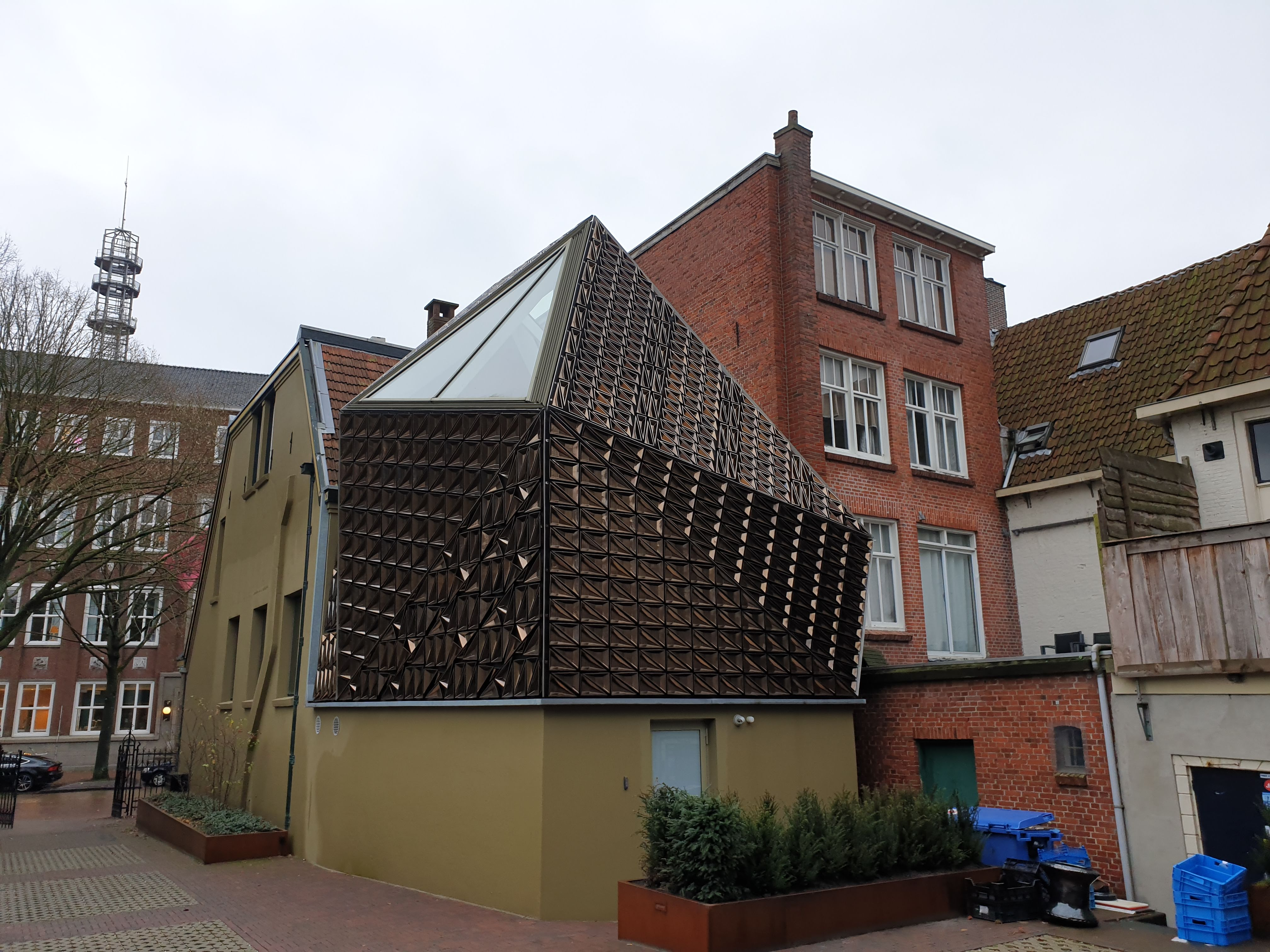
Nieuw gedeelte van De Utrecht, voltooid 2021.  Deze aanbouw, bedekt met keramische elementen van Koninklijke Tichelaar Makkum, werd ontworpen door architect Jacob Borren. De aanbouw biedt onder meer ruimte aan kunstexposities.